# Cenulfo da Mércia
Cenulfo (em latim: Cenulfus; em inglês antigo: Coenwulf, Cenwulf, Kenulf ou Kenwulph) foi rei da Mércia de Dezembro de 796 até sua morte, em 821. Era descendente de um irmão do rei Penda, que governou Mércia em meados do século VII. Sucedeu a Egfrido, filho de Ofa; Egfrido só reinou por cinco meses, e Cenulfo subiu ao trono no mesmo ano em que Ofa morreu. Nos primeiros anos do reinado de Cenulfo, teve de lidar com uma revolta em Kent, que tinha estado sob o controlo de Ofa. Edberto Præ voltou do exílio na Frância, para reivindicar o trono de Kentish, e Cenulfo foi forçado a esperar pelo apoio papal antes que ele pudesse intervir. Quando o Papa Leão III concordou em condenar Edberto, Cenulfo invadiu e retomou o reino; Edberto foi preso, estava cego, e foram-lhe cortadas as mãos. Cenulfo também aparenta ter perdido o controlo do reino da Ânglia Oriental, durante a primeira parte do seu reinado, dado haver moedas cunhadas no reinado do rei Edualdo. As cunhagens no tempo de Cenulfo reaparecem em 805, indicando que o reino estava novamente sob o controlo de Mércia. Existem registos de várias campanhas de Cenulfo contra o País de Gales, mas apenas um conflito contra Nortúmbria em 801, embora seja provável que Cenulfo tenha continuado a apoiar os adversários do rei Erdulfo da Nortúmbria.
Cenulfo entrou em conflito com o Arcebispo da Cantuária, Vulfredo da Cantuária sobre a questão de saber se os leigos poderiam controlar casas religiosas, tais como os mosteiros. O colapso do relacionamento entre os dois chegou a um ponto onde o arcebispo foi incapaz de exercer as suas funções por pelo menos quatro anos. Uma solução parcial foi atingida em 822, com o sucessor de Cenulfo, o rei Ceolulfo, mas só em cerca de 826 é que um acordo final foi alcançado entre Vulfredo e a filha de Cenulfo, Cuoentrido, que tinha sido a principal beneficiária das garantias das propriedades religiosas de Cenulfo.
Cenulfo foi sucedido pelo seu irmão, Ceolulfo; uma lenda pós-Conquista afirma que o seu filho Cynehelm foi assassinado a tentar obter a sucessão. No espaço de dois anos, Ceolulfo foi deposto, e a realeza passou definitivamente para fora da família de Cenulfo. Cenulfo foi o último rei de Mércia a exercer um domínio substancial sobre outros reinos anglo-saxões. Uma década depois da sua morte, a ascensão de Wessex começou sob a administração do rei Egbert, e Mércia nunca recuperou a sua antiga posição de poder.